# Sony Ericsson J132
El Sony Ericsson J132 es un teléfono móvil fabricado por Sony Ericsson y lanzado en junio de 2008. Pertenece a la gama baja, destinada a mercados emergentes. Tiene un formato Candybar con una pantalla de 1,5 pulgadas y teclado antipolvo, donde casi todo se controla por el D-pad central. Integra una radio FM, pero no permite usar tarjetas de memoria. Es GSM dual y los dos únicos conectores, un minijack para el manos libres y un mini USB para el cargador, se sitúan en la base. En la trasera sobre estos, se encuentra un pestillo que traba la carcasa trasera (puede ser difícil de retirar si no se sabe cómo) que da acceso al compartimento de batería y, bajo ella, la ranura para la tarjeta SIM. Sobre estos se observa el hueco del altavoz integrado y un conector de antena, no accesible desde el exterior.
Es uno de los modelos elegidos por Blau para comercializarlos liberados a un precio simbólico de 15 Euros que se reembolsa en recargas.

## Características
- Dual GSM 900 / 1800 MHz o GSM 850 / 1900 (Estados Unidos)
- Lanzamiento: junio de 2008
- Batería : interna de Li-ion 930 mAh
  - Tiempo de espera : hasta 450 horas
  - Tiempo de conversación : hasta 540 minutos
- Pantalla : TFT CSTN 128 x 128 píxels, 65534 colores y 1,5 pulgadas
- Tamaño : 103 x 45 x 15 mm
- Peso : 76 gramos (2,7 onzas)
- Carcasa : rectangular de formas redondeadas con la trasera acanalada para facilitar la sujeción. En la parte inferior minijack de manos libres y conector mini-USB para el cargador / datos. En la trasera, sobre estos conectores, se encuentra un pestillo que traba la carcasa trasera (puede ser difícil de retirar si no se sabe cómo) que da acceso al compartimento de batería y, bajo ella, la ranura para la tarjeta SIM. Sobre estos se observa el hueco del altavoz integrado y un conector de antena, no accesible desde el exterior. En el frontal, bajo la pantalla, D-Pad (con accesos a Radio FM, timbres, agenda y mensajes), teclas de función en pantalla y teclas de colgar/descolgar. Bajo estos, keypad telefónico estándar con protección antipolvo. al pie, entrada del micrófono.
- Antena : todas internas.
- Tarjeta SIM : interna, de tamaño corto.
- Memoria : 4 MB
- Mensajes : SMS con T9
- Timbres : polifónicos
- Multimedia : receptor de radio FM estéreo integrada con Radio Data System
- Otras prestaciones : 
  - Agenda de teléfonos
  - Calculadora
  - Calendario
  - Cronómetro
  - Despertador
  - Tareas
  - Temporizador